# Cirripectes perustus
Cirripectes perustus là một loài cá biển thuộc chi Cirripectes trong họ Cá mào gà. Loài này được mô tả lần đầu tiên vào năm 1959.

## Từ nguyên
Tính từ định danh perustus trong tiếng Latinh có nghĩa là “cháy hết”, hàm ý có lẽ đề cập đến màu đỏ và vàng như lửa cháy của loài cá này.

## Phân bố và môi trường sống
Từ Kenya, C. perustus có phân bố rộng khắp khu vực Ấn Độ Dương - Thái Bình Dương, trải dài về phía đông đến quần đảo Caroline và Kiribati, ngược lên phía bắc đến đảo Đài Loan, phía nam đến Papua New Guinea. Ở Việt Nam, C. perustus được ghi nhận tại cù lao Câu (Bình Thuận).
C. perustus xuất hiện trên các rạn san hô ở vùng gian triều, đến độ sâu ít nhất là 25 m.

## Mô tả
Chiều dài chuẩn lớn nhất được ghi nhận ở C. perustus là 8,2 cm. Đây là loài dị hình giới tính, nhìn chung vây ngực đều có 5 tia vây dưới cùng là có chóp đỏ; mống mắt có vòng vàng quanh đồng tử, phần còn lại của mống mắt màu trắng bạc. Đầu và thân cá cái màu xám đến nâu vàng với các đốm đỏ dần chuyển thành nâu sẫm ở phía sau; có sọc chéo nhạt từ môi trên ngược lên gáy, ngang hốc mắt; vây ngực màu nâu. Cá đực không có đốm, màu vàng ở thân trước và nâu đỏ ở thân sau; vây ngực màu vàng.
Số gai vây lưng: 11–12; Số tia vây lưng: 14–15; Số gai vây hậu môn: 2; Số tia vây hậu môn: 14–16; Số tia vây ngực: 15; Số gai vây bụng: 1; Số tia vây bụng: 3.

## Sinh thái
Thức ăn của C. perustus là tảo. Trứng của chúng có chất kết dính, được gắn vào chất nền thông qua một tấm đế dính dạng sợi. Cá bột là dạng phiêu sinh vật, thường được tìm thấy ở vùng nước nông ven bờ.